# Maria Nunes
Maria Nunes (Lisboa, 1575 ou 1578 – Sevilha, após 1612), também referida como Maria Nunes Homem, foi uma portuguesa conversa conhecida por professar a fé judaica em Amesterdão durante os últimos anos do século XVI e o inicio do século XVII. Considerada por muitos historiadores como a primeira mulher a o fazer publicamente e ter sido a primeira noiva judia na cidade dos Países Baixos, num período onde os judeus eram perseguidos em quase toda a Europa, actualmente é considerada um ícone de perseverança e luta pela liberdade religiosa, sendo-lhe ainda atribuída a formação do berço da comunidade sefardita portuguesa em Amesterdão.

## Biografia
Nascida em 1575 ou em 1578, segundo algumas fontes, em Lisboa, Maria Nunes era filha de Gaspar Jacob Francisco Homem Lopes (1549–1612), também referido em alguns documentos apenas como Gaspar Lopes ou Pedro Homem, natural de Ponte de Lima, e de Maior Rodrigues (1553–1624), referida também como Branca Nunes, sendo ambos comerciantes, descendentes de famílias judias sefarditas recém convertidas ao cristianismo por imposição da Inquisição portuguesa e portanto considerados cristãos-novos ou marranos portugueses. Pelo lado paterno era neta de Francisco de David Homem Abendana (1519-1625) e de Justa Abendana Pereira (1523-1545). Era ainda uma das primeiras filhas dos quatro filhos do casal, tendo como irmãos Manuel Lopes Pereira, por vezes referido como Emanuel Lopes Pereira, António Lopes Pereira e Antónia Justa Pereira.
Entre 1590 e 1593, apesar de baptizados na fé católica, por continuarem a professar a sua fé ancestral em segredo, sendo criptojudeus, e temendo a crescente perseguição e escalar de violência gerado pela inquisição em Portugal, então sob o domínio da dinastia Filipina, tendo os seus pais sido encarcerados durante alguns meses, Maria Nunes, mascarada de homem, e o seu irmão Manuel embarcaram com o seu tio Miguel Homem Lopes num navio com destino aos Países Baixos. Contudo, a meio da sua viagem, devido à Guerra Anglo-Espanhola, a embarcação foi capturada pelos ingleses e forçosamente levada para Londres. Segundo vário relatos históricos, em Inglaterra, a beleza de Maria Nunes atraiu a atenção de vários pretendentes, chegando-se a escrever que nem a rainha Isabel I de Inglaterra lhe ficou indiferente, não conseguindo no entanto persuadi-la a ficar no país, ou ainda que um duque inglês quis com ela casar, sendo no entanto recusada a proposta matrimonial pela própria.
Partindo pouco depois para o porto de Emden, Maria Nunes fixou-se em Amesterdão, onde abandonou o catolicismo, que lhe havia sido imposto forçosamente, e começou a professar publicamente a sua fé judaica. Anos mais tarde, casou-se com Manuel Lopes Homem, seu primo, natural de Amarante, a 28 de novembro em 1598.
Celebrando-se o primeiro casamento judeu em Amesterdão, a história foi publicada pelo historiador e poeta Miguel de Barrios no seu panfleto de 1663, Triumpho Popolare del govierno, tornando-se num dos mais conhecidos mitos fundadores sobre a comunidade sefardita portuguesa na cidade holandesa. Embora a descrição de Miguel de Barrios tenha muitos elementos românticos e lendários, vários detalhes descritos sobre a vida de Maria Nunes e a sua viagem são comprovados historicamente.
Tal como Maria Nunes, após se mudarem para Amesterdão em 1601, a sua mãe, Maior Rodrigues, que havia escapado de uma pena de morte por se recusar a confessar que havia judaizado enquanto cumpria uma pena de 3 anos, começou a professar o judaísmo abertamente e adoptou o nome Sara Abendana, seguindo-se os seus irmãos António Lopes Pereira, que adoptou o nome Joseph Jacob Abendana Pereira e se casou com Maria Judico Garcia Pimentel, e Antónia Justa Pereira, que pouco depois do casamento da sua irmã mais velha também se casou com o seu primo Francisco David Nunes Pereira e adoptou o nome de Abigael Justa Abendana Pereira. Gerando-se diferenças ideológicas e religiosas na família, o seu pai, Gaspar Homem Lopes, e o seu irmão mais velho Manuel Lopes Pereira permaneceram católicos, partindo anos mais tarde o primeiro para o Brasil e o segundo para Espanha, onde trabalhou para Gaspar de Guzmán, Conde-Duque de Olivares, camareiro-mor do reino e ministro de Filipe IV de Espanha.
Posteriormente, os vestígios sobre a vida de Maria Nunes foram perdidos, sabendo-se no entanto que o seu marido deixou Amesterdão em 1612, fixando-se primeiro em Lisboa e depois em Sevilha, onde trabalhou como comerciante de mercadorias. Presumindo-se que enquanto sua esposa, Maria Nunes o acompanhou, especula-se que terá falecido em Sevilha após o ano de 1612, professando novamente como criptojudia.
A sua mãe foi enterrada em 1624 no cemitério português judeu de Ouderkerk e o seu pai, que regressou anos mais tarde a Amesterdão, no cemitério católico de Nieuwe Kerk em 1612.